# Türkiye Voleybol Federasyonu
Türkiye Voleybol Federasyonu är Turkiets volleybollförbund som organiserar volleyboll, beachvolley och snowvolley i landet. Förbundet grundades 1958 som Voleybol-Eltopu Federasyonu (volleyboll-handbollsförbundet). Det har varit ett separat förbund sedan 28 oktober 2004. Förbundet har sitt huvudkontor i Ankara. Det är medlem av Fédération Internationale de Volleyball (FIVB), Confédération Européenne de Volleyball  (CEV) och Balkan Volleyball Association (BVA)

## Nationella turneringar[1]
Volleybollen introduceras i Turkiet från 1919 och framåt med Selim Sırrı Tarcan som en viktig initiativtagare.
Det hölls regionala volleybollmästerskap mellan 1924 och 1948. Från 1948 hölls nationella mästerskap. Dessa spelades ursprungligen under ett begränsat antal dagar (sällan mer än en vecka). På herrsidan bildades Efeler Ligi inför säsongen 1970/1971 och på damsidan bildades Sultanlar Ligi inför säsongen 1984/1985. Genom att dessa högstaligor bildades ändrades upplägget på mästerskapen. Under högstaserierna följer två serier på nationell nivå och därefter regionala serier. Förbundet organiserar även turkiska cupen och turkiska supercupen för bägge könen.

## Landslag[1]
Herrlandslaget deltog vid VM 1956 för första gången i ett internationellt mästerskap. Damlaget spelade sin första landskamp 1957 och deltog för första gången i ett internationellt mästerskap vid EM 1963
Turkiet har förutom seniorlandslag för bägge könen även U23, U20, U18 och U16-landslag för damer och U23, U21, U19 och U17-landslag för herrar. I beachvolley finns seniorlandslag, U22-, U20- och U18-landslag för bägge könen.

## Anläggningar
Förbundet har byggt flera större inomhusarenor: Atatürk Voleybol Salonu, Başkent Voleybol Salonu, Burhan Felek Voleybol Salonu, Cengiz Göllü Voleybol Salonu och Selim Sırrı Tarcan Voleybol Salonu. 